# Copa Árabe da FIFA
A Copa Árabe da FIFA é a principal competição entre seleções de futebol realizada em território árabe. Organizada pela Associação de Futebol da União Árabe (UAFA) e pela FIFA a partir de 2021, é disputada pelas seleções nacionais dos países integrantes da Liga Árabe.
O torneio teve sua primeira edição em 1963 e desde então tem sido realizada em intervalos irregulares. Entre 1972 e 1975 foi substituída pela Copa da Palestina de Seleções.

## Edições
| 1963 | Líbano         | Tunísia        | Pontos corridos | Síria          | Líbano         | Pontos corridos | Kuwait                 |
| 1964 | Kuwait         | Iraque         | Pontos corridos | Líbia          | Kuwait         | Pontos corridos | Líbano                 |
| 1966 | Iraque         | Iraque         | 2 – 1           | Síria          | Líbia          | 6 – 1           | Líbano                 |
| 1985 | Arábia Saudita | Iraque         | 1 – 0           | Bahrein        | Arábia Saudita | 0 – 0 4 – 1 (P) | Catar                  |
| 1988 | Jordânia       | Iraque         | 1 – 1 4 – 3 (P) | Síria          | Egito          | 2 – 0           | Jordânia               |
| 1992 | Síria          | Egito          | 3 – 2           | Arábia Saudita | Kuwait         | 2 – 1           | Síria                  |
| 1998 | Catar          | Arábia Saudita | 3 – 1           | Catar          | Kuwait         | 4 – 1           | Emirados Árabes Unidos |
| 2002 | Kuwait         | Arábia Saudita | 1 – 0           | Bahrein        | Jordânia       | Não Houve       | Marrocos               |
| 2009 |                | Cancelada      | Cancelada       | Cancelada      | Cancelada      | Cancelada       | Cancelada              |
| 2012 | Arábia Saudita | Marrocos       | 1 – 1 2 – 1 (P) | Líbia          | Iraque         | 1 – 0           | Arábia Saudita         |
| 2021 | Catar          | Argélia        | 2 – 0           | Tunísia        | Catar          | 0 – 0 5 – 4 (P) | Egito                  |

- A edição de 1982 foi cancelada durante a fase de qualificação devido à Guerra do Líbano.
- O Iraque foi banido da competição de 1991 a 2002 devido à Guerra do Golfo.
- Em 2002 não houve partida de disputa do 3.º colocado. Eles foram determinados através das campanhas das respectivas equipes.
- A edição de 2009 foi cancelada durante a fase de qualificação por falta de patrocinadores.

## Ranking

### Por país
| País                   | Títulos                     | Vice                  | Terceiro              | Quarto          |
| ---------------------- | --------------------------- | --------------------- | --------------------- | --------------- |
| Iraque                 | 4 (1964, 1966, 1985 e 1988) | 0                     | 1 (2012)              | 0               |
| Arábia Saudita         | 2 (1998 e 2002)             | 1 (1992)              | 1 (1985)              | 1 (2012)        |
| Tunísia                | 1 (1963)                    | 1 (2021)              | 0                     | 0               |
| Egito                  | 1 (1992)                    | 0                     | 1 (1988)              | 1 (2021)        |
| Marrocos               | 1 (2012)                    | 0                     | 0                     | 1 (2002)        |
| Argélia                | 1 (2021)                    | 0                     | 0                     | 0               |
| Síria                  | 0                           | 3 (1963, 1966 e 1988) | 0                     | 1 (1992)        |
| Líbia                  | 0                           | 2 (1964 e 2012)       | 1 (1966)              | 0               |
| Bahrein                | 0                           | 2 (1985 e 2002)       | 0                     | 0               |
| Catar                  | 0                           | 1 (1998)              | 1 (2021)              | 1 (1985)        |
| Kuwait                 | 0                           | 0                     | 3 (1964, 1992 e 1998) | 1 (1963         |
| Líbano                 | 0                           | 0                     | 1 (1963)              | 2 (1964 e 1966) |
| Jordânia               | 0                           | 0                     | 1 (2002)              | 1 (1988)        |
| Emirados Árabes Unidos | 0                           | 0                     | 0                     | 1 (1998)        |

### Por continente
| Continente | Títulos | Vice | Terceiro | Quarto |
| ---------- | ------- | ---- | -------- | ------ |
| Ásia       | 6       | 7    | 8        | 8      |
| África     | 4       | 3    | 2        | 2      |

## Sedes
| Nº de Vezes | País                                 | Edições                             |
| ----------- | ------------------------------------ | ----------------------------------- |
| 2           | Kuwait Arábia Saudita Catar          | 1964 e 2002 1985 e 2012 1998 e 2021 |
| 1           | · Síria · Jordânia · Iraque · Líbano | 1992 1988 1966 1963                 |